# لورا دوپونت
 لورا دوپونت (انگلیسی: Laura duPont؛ زاده ۴ مهٔ ۱۹۴۹ درگذشته ۲۰ فوریهٔ ۲۰۰۲) یک تنیس‌باز اهل ایالات متحده آمریکا بود.